# ماتيو ماتيتش
ماتيو ماتيتش هو لاعب كرة قدم سويسري، ولد في 7 يناير 1996 في Ilanz/Glion ‏ في سويسرا. شارك مع منتخب سويسرا تحت 21 سنة لكرة القدم. أما مع النوادي، فقد لعب مع نادي غراسهوبر زيوريخ.

## وصلات خارجية
- ماتيو ماتيتش على موقع قاعدة بيانات كرة القدم.إي يو (الإنجليزية)
- ماتيو ماتيتش على موقع Soccerway.com (الإنجليزية)
- ماتيو ماتيتش على موقع عالم كرة القدم.نت (الإنجليزية)